# Amantia peruana
Amantia peruana är en insektsart som beskrevs av Schmidt 1910. Amantia peruana ingår i släktet Amantia och familjen lyktstritar.
Artens utbredningsområde är Peru. Inga underarter finns listade i Catalogue of Life.